# DS-U1-IK
DS-U1-IK foi o nome um modelo de satélites artificiais soviético dedicado ao estudo da ionosfera terrestre.
Ao todo foram lançados dois satélites da série DS-U1-IK: o Interkosmos 2 em 25 de dezembro de 1969, e Interkosmos 8 em 30 de novembro de 1972. O Interkosmos 2 foi lançado a partir da base de Kapustin Yar, enquanto O Interkosmos 8 foi lançado no Cosmódromo de Plesetsk. Ambos foram lançados com sucesso por foguetes Kosmos-2I.
Os dois satélites da série DS-U1-IK faziam parte do Programa Interkosmos de cooperação internacional entre a União Soviética e outros países. Os satélites foram construídos pelo escritório de design de Yuzhnoye, com variações introduzidas pela VF Chutkin e VS Budnik para esta série em particular.

## Histórico de lançamentos
| Data                              | Plataforma de lançamento | Carga         | Resultado | Notas                                        |
| --------------------------------- | ------------------------ | ------------- | --------- | -------------------------------------------- |
| 25 de dezembro de 1969, 9:59 GMT  | Kapustin Yar             | Interkosmos 2 | Êxito     | Primeiro lançamento de um satélite DS-U1-IK. |
| 30 de novembro de 1972, 21:49 GMT | Cosmódromo de Plesetsk   | Interkosmos 8 | Êxito     | Último lançamento de um satélite DS-U1-IK.   |